# Thomas Ligotti
Thomas Ligotti (Detroit, Michigan, 9 de juliol de 1953) és un escriptor de ficció i assaig estatunidenc, reconegut com un dels autors més importants de la literatura contemporània de terror. Se'l considera cultivador del terror metafísic o terror filosòfic, mentre que Sergio Hernández Roura considera aquestes etiquetes inacertades, proposant en canvi el terme terror nihilista per a descriure el tipus de terror que Ligotti cultiva. El seu pensament es considera pessimista. Ha sigut influït per: H.P. Lovecraft, Edgar Allan Poe, Samuel Beckett, Emil Cioran i Thomas Metzinger. Ha influït sobre Nic Pizzolatto per a la creació de la sèrie televisiva True Detective.
Treballà a Gale com a editor. La publicació de les seues obres a Espanya va ser iniciada el 2007 amb l'adaptació de relats seus al format de còmics publicat per Panini Comics, i després fou publicat per l'editorial Valdemar. Els seus primers dos reculls de relats (Songs of a Dead Dreamer i Grimscribe) pertanyen al subgènere del terror còsmic.
Les seues obres de ficció es caracteritzen per pretendre provocar un terror existencial en el lector, l'allunyament de la quotidianitat alhora que adreçar preocupacions filosòfiques de l'autor i el caràcter oníric. Com ell explica:
Intente estipular a les meues obres que el món per la seua naturalesa existeix ja en un estat de condemnació, no en un procés de condemnació.
El terror que pretén provocar prové d'allò implícit, d'allò que no es diu a l'obra. Les històries que conta pareixen estar situades a un mateix món literari sense connexions massa fortes.
És citat a Historia natural de los cuentos de miedo, que cita a la vegada a S. T. Joshi a la seua obra The Modern Weird Tale, com un dels escriptors fonamentals de la fantasia macabra al seu país i un dels defensors més complets del gènere del conte contra l'abundància de la novel·la.
L'obra The Nightmare Factory fou nominada al premi Mundial de Fantasia a la categoria de reculls de l'edició de 1997.

## Obres
- Ficció:
  - Songs of a Dead Dreamer (Penguin,[11] 1986), la primera col·lecció de contes.[6]
  - Grimscribe (Penguin,[11] 1991)[12]
  - L'àlbum de música In A Foreign Town, In A Foreign Land (1997) del grup Current 93 com a col·laborador[6]
  - Noctuario[3] (publicada a Espanya per Valdemar[13] el 2013)[6]
  - The Nightmare Factory[14] (traduït a l'espanyol com La fábrica de pesadillas),[3] que conté:
    - "The Last Feast of the Harlequin" (en espanyol: "La última fiesta del Arlequín")[14]
- Assaig:
  - La conspiración contra la especie humana (publicat a Espanya per Valdemar)[3]